# Having a Party (album av Chips)
Having a Party är ett studioalbum från 1982av den svenska gruppen Chips., Det släpptes i maj 1982, och såldes i över 100 000 exemplar i Sverige. På den tiden krävdes mer för guld- och platinaskivor där än nu (2006. För guld krävdes då minst 50 000 exemplar och för platina krävdes minst 100 000.
Albumet blev klart strax före Eurovision Song Contest tvåa, och är det första och hittills enda (2010) studioalbum med Elisabeth Andreassen och Kikki Danielsson. Albumet spelades in i KMH Studios under norra vintern-våren 1981-1982. En del material spelades in 1981, då Britta "Tanja" Johansson lämnat gruppen.
Albumet innehåller "Dag efter dag" på både svenska och engelska, samt tio låtar i country-pop-stil. Av dessa sjunger Danielsson och Andreassen ihop på två, titelspåret "Having a Party", som 1981 gavs ut på promotionsingel på svenska som "Här kommer solen", och "Good Morning" ("God morgon"), som nu kom i ny upptappning med enbart Andreassens och Danielssons röster i förgrunden.
Andreassen och Danielsson sjunger tre låtar var med ensamma röster, där de backar upp varandra i refrängerna. En låt sjunger de ihop med Lasse Holm, som också var med producerade albumet tillsammans med Torgny Söderberg. Lasse Holms låt "Tokyo" finns med på albumet i instrumentalversion, men den spelades också in en version med Kikkis röst i förgrunden, vilken utkom på singel. "Tokyo" var påtänkt som bidrag till den svenska Melodifestivalen 1982, men man valde till slut att satsa på "Dag efter dag", en låt som även släpptes på singel strax före albumet.
I samband med albumsläppet släpptes även låten "Having a Party" på singel i Sverige och flera andra europeiska länder, liksom singeln "Day after Day", som är "Dag efter dag" på engelska. Även Andreassens soloinsats "Jealousy" utkom på singel, med Danielssons "Our love is over" som B-sida.
Albumets största hitlåtar blev de som Danielsson sjöng ensam, samt låtarna som Danielsson och Andreassen sjöng ihop.

## Låtlista

### Sida A
1. "Having a Party" - 3.02
2. "Get Him Out of Your Mind" - 3.20 (Elisabeth)
3. "Our Love Is Over" - 4.18 - (Kikki)
4. "Day After Day" (Dag efter dag) - 2.54
5. "Someone Needs Somebodys Love" - 3.40 (Kikki)
6. "I Believe in You" - 4.40 (Elisabeth)

### Sida B
1. "Jealousy" - 3.52 (Elisabeth)
2. "Good Morning" ("God morgon") - 3.00
3. "Bang Bang (He Shot 'em Down)" - 4.35 (Lasse Holm)
4. "Tokyo" - 3.00 (Instrumental)
5. "Nobodys Baby But Mine" - 3.10 (Kikki)
6. "Dag efter dag" - 2.54

## Medverkande musiker
- Sång: Kikki Danielsson, Elisabeth Andreasson, Lasse Holm
- Bas: Rutger Gunnarsson, Mike Watson
- Trummor: "Hulken", Per Lindvall
- Piano: Lasse Holm
- Saxofon: Hans Arktoft, Hector Bingert, Ulf Andersson
- Stråkarrangemang: Rutger Gunnarsson, Anders Engberg
- Gitarr: Hasse Rosén, Lasse Wellander
- Sologitarr: Lasse Holm

## Text och musik
All text och musik av Lasse Holm och Torgny Söderberg utom:
- "Dag efter dag"/"Day after Day": Lasse Holm och Monica Forsberg
- "Good Morning": Lasse Holm och Monica Forsberg
- "Tokyo": Lasse Holm

## Listplaceringar
| Lista (1982) | Topplacering                |
| ------------ | --------------------------- |
| Norge        | Norge (VG-lista)            |
| Sverige      | Sverige (Sverigetopplistan) |

### Fotnoter
1. ↑  Having a Party på Svensk mediedatabas
2. ↑  "Norwegiancharts.com - Chips - Having a Party". VG-lista. Hung Medien.
3. ↑  "Swedishcharts.com - Chips - Having a Party". Sverigetopplistan. Hung Medien.